# Гагаринский сельсовет (Липецкая область)
Гагаринский сельсовет — сельское поселение в Лев-Толстовском районе Липецкой области Российской Федерации.
Административный центр — село Гагарино.

## История
Статус и границы сельского поселения установлены Законом Липецкой области от 23 сентября 2004 года № 126-ОЗ «Об установлении границ муниципальных образований Липецкой области»

## Население
| 2010 | 2012 | 2013 | 2014 | 2015 | 2016 | 2017 |
| ---- | ---- | ---- | ---- | ---- | ---- | ---- |
| 790  | ↘768 | ↘744 | ↘740 | →740 | ↗743 | ↗756 |
| 2018 | 2021 |      |      |      |      |      |
| ↘730 | ↘664 |      |      |      |      |      |

## Состав сельского поселения
| № | Населённый пункт | Тип населённого пункта       | Население |
| - | ---------------- | ---------------------------- | --------- |
| 1 | Бычки            | деревня                      | ↘54       |
| 2 | Гагарино         | село, административный центр | ↘718      |
| 3 | Зыково           | село                         | ↘18       |